# جوزيف أو. فليتشير
جوزيف أو. فليتشير (بالإنجليزية: Joseph Otis Fletcher) هو ضابط أمريكي، ولد في 16 مايو 1920 في ريغيت في الولايات المتحدة، وتوفي في 6 يوليو 2008 في سيكيم في الولايات المتحدة.